# دون باتشيلور
دون باتشيلور (بالإنجليزية: Don Batchelor)‏ هو لاعب كرة قدم أمريكية أمريكي، ولد في 15 يونيو 1895 في هيكسفيل في الولايات المتحدة، وتوفي في 25 سبتمبر 1970 في غراند بلانك في الولايات المتحدة.

## وصلات خارجية
- دون باتشيلور على موقع مرجع كرة القدم المحترفة.كوم (الإنجليزية)